# Danh sách tập phim Doraemon (2025–nay)
Doraemon ban đầu là một manga dài kỳ được sáng tác bởi họa sĩ Fujiko F. Fujio. Nội dung xoay quanh chú mèo máy Doraemon sản phẩm công nghệ của tương lai về quá khứ giúp cậu bé Nobita hậu đậu, vụng về cải thiện cuộc sống. Tác phẩm ba lần được chuyển thể thành anime: giai đoạn 1 (1973) gồm 52 tập phát trên kênh Nippon TV, giai đoạn 2 (1979–2005) gồm 1787 tập và giai đoạn 3 (2005–nay) với hơn 1400 tập đã được phát sóng sau hơn 800 buổi phát sóng.
Sau đây là danh sách các tập phim Doraemon mới đã được phát sóng từ năm 2025 đến nay.

## Danh sách
| Lưu ý | Lưu ý | Lưu ý | Lưu ý | Lưu ý | Lưu ý |
| --- | ----- | ----- | ----- | ----- | ----- |
| Tên một số tập phim bằng tiếng Việt trong bài viết này không phải là tên chính thức do bản dịch phát hành tại Việt Nam không đảm bảo về độ chính xác và tính thống nhất |       |       |       |       |       |

Phần trước: Danh sách tập phim Doraemon (2015–2024)

### Năm 2025
| #                  | Tên tập phim                                                                                                   | Ngày phát sóng gốc  |
| ------------------ | --- | ------------------- |
| 1429               | "Gia đình nhà sói" "Ōkami ikka" (オオカミ一家)                                                                 | 4 tháng 1 năm 2025  |
| Làm lại từ tập 158 | |                     |
| 1430               | "Sống là phải cười" "Wara tte kurasou" (わらってくらそう)                                                      | 11 tháng 1 năm 2025 |
| Làm lại từ tập 469 | |                     |
| 1431               | "Bánh rán từ trên trời rơi xuống!" "Sora kara dora-yaki ga futte kita!" (空からどら焼きがふってきた!)          | 18 tháng 1 năm 2025 |
| 1432               | "Bình xịt phản ứng" "Monomōsu" (モノモース)                                                                    | 18 tháng 1 năm 2025 |
| 1433               | "Phương thuốc kì lạ" "Fushigina kusuri" (ふしぎな薬)                                                           | 25 tháng 1 năm 2025 |
| 1434               | "Siêu năng lực phản ứng chậm 10 phút" "10-Bu okure no esupā" (10分おくれのエスパー)                            | 1 tháng 2 năm 2025  |
| Làm lại từ tập 501 | |                     |
| 1435               | "Hộp tiết kiệm thời gian" "Jikanchokinbako" (時間貯金箱)                                                       | 1 tháng 2 năm 2025  |
| 1436               | "Chào mừng đến với thế giới Chocolate" "Chokorētowārudo e yōkoso" (チョコレートワールドへようこそ)             | 8 tháng 2 năm 2025  |
| 1437               | "Không có Doraemon thì vẫn ổn chứ!?" "Doraemon ga inakute mo daijōbu!?" (ドラえもんがいなくてもだいじょうぶ!?) | 15 tháng 2 năm 2025 |
| 1438               | "Nobita sắp biến mất?" "Nobita ga kie chau?" (のび太が消えちゃう？)                                            | 15 tháng 2 năm 2025 |
| Làm lại từ tập 103 | |                     |
| 1439               | "Câu chuyện về thế giới khác của Suneo" "Suneotto no i sekai monogatari" (スネ夫の異世界物語)                  | 22 tháng 2 năm 2025 |
| 1440               | "Nếu có Robot nhận xét bạn thì..." "Robottogahomereba..." (ロボットがほめれば・・・)                           | 1 tháng 3 năm 2025  |
| Làm lại từ tập ?   | |                     |
| 1441               | "Cọ sơn thú cưng" "Pettopenki" (ペットペンキ)                                                                  | 1 tháng 3 năm 2025  |
| -                  | "Doraemon: Nobita và bản giao hưởng Địa Cầu"                                                                   | 1 tháng 3 năm 2025  |
| 1442               | "Pi-chan bước vào Điểu Thú Hí Họa!?" "Pī-chan ga chōjū giga ni! ?" (ピーちゃんが鳥獣戯画に！？)                | 8 tháng 3 năm 2025  |
| 1443               | "Tạm biệt cậu nha, Jaian" "Sayonara jaian" (さよならジャイアン)                                                | 15 tháng 3 năm 2025 |
| 1444               | "Robot biến hình" "Henshinrobotto" (変身ロボット)                                                              | 22 tháng 3 năm 2025 |
| 1445               | "Tập trung thời tiết xung quanh mình" "Mawari no otenki atsumeyou" (まわりのお天気集めよう)                    | 22 tháng 3 năm 2025 |
| 1446               | "Kẹo cao su tưởng tượng" "Imējigamu" (イメージガム)                                                            | 29 tháng 3 năm 2025 |
| 1447               | "45 năm sau..." "45年後……" (45-Nen-go……)                                                                       | 29 tháng 3 năm 2025 |
| Làm lại từ tập 330 | |                     |
| 1448               | "Ngắm hoa anh đào! Biển hiệu gian hàng" "Ohanami! Yatai kan ban" (お花見！屋台かんばん)                        | 5 tháng 4 năm 2025  |
| 1449               | "Cây thiên vị" "Hī ki" (ひい木)                                                                                | 12 tháng 4 năm 2025 |
| Làm lại từ tập 506 | |                     |
| 1450               | "Chồn bảy sắc cầu vồng và Doraemon" "Nijiiro tanuki to Doraemon" (虹色タヌキとドラえもん)                      | 19 tháng 4 năm 2025 |
| 1451               | "Phiếu mượn sách tương lai" "Miraitoshoken" (未来図書券)                                                       | 19 tháng 4 năm 2025 |
| 1452               | "Chiếc lược bồ công anh" "Tanpopo kushi" (たんぽぽくし)                                                        | 26 tháng 4 năm 2025 |
| 1453               | "Nước hoa tâm hồn" "Kokorokoron" (ココロコロン)                                                                | 3 tháng 5 năm 2025  |
| Làm lại từ tập 17  | |                     |
| 1454               | "Gửi tặng mẹ tuổi trẻ" "Mama ni yangu o purezento" (ママにヤングをプレゼント)                                  | 10 tháng 5 năm 2025 |
| 1455               | "Thanh bọ nước" "Amenbou" (あめんぼう)                                                                         | 10 tháng 5 năm 2025 |
| 1456               | "Muốn có đồ xịn thì phải trao đổi!?" "Sutekina dōgu wa kōkan de!?" (ステキな道具は交換で！？)                  | 17 tháng 5 năm 2025 |
| 1457               | "Hộp đựng thẻ bói toán" "Uranai kādobokkusu" (うらないカードボックス)                                          | 17 tháng 5 năm 2025 |
| 1458               | "Bữa trưa ở trường là showtime" "Kyūshoku wa shōtaimu" (給食はショータイム)                                    | 24 tháng 5 năm 2025 |
| 1459               | "Mình muốn gặp bé mèo đó" "Ano neko ni ai tai" (あの猫に会いタイ)                                              | 31 tháng 5 năm 2025 |
| 1460               | "Kẻ trộm huy hiệu" "Bajji doro bō" (バッジどろぼう)                                                            | 7 tháng 6 năm 2025  |
| 1461               | "Jaian ghét ngày chủ nhật?" "Jaian wa nichiyōbi ga daikirai?" (ジャイアンは日曜日が大嫌い？)                   | 14 tháng 6 năm 2025 |
| 1462               | "Những cái dù kì lạ" "Okashina okashina kasa" (おかしなおかしなかさ)                                           | 14 tháng 6 năm 2025 |
| Làm lại từ tập 20  | |                     |
| 1463               | "Bản sao lập thể" "Rittai kopī" (立体コピー)                                                                   | 21 tháng 6 năm 2025 |
| Làm lại từ tập 352 | |                     |
| 1464               | "Nobita tạo ra món "Cơm cuộn Nobi"!?" "Nobita ga hatsumei! ? Nobiraisu" (のび太が発明!?ノビライス)             | 28 tháng 6 năm 2025 |
| 1465               | "Giúp đỡ mình với" "Boku o Tasukeron" (ぼくをタスケロン)                                                       | 5 tháng 7 năm 2025  |
| Làm lại từ tập 120 | |                     |
| 1466               | "Thuốc thực vật di động" "Shokubutsuarukasēki" (植物歩かせえき)                                                | 12 tháng 7 năm 2025 |
| 1467               | "Thế giới này toàn là dối trá" "Yononaka uso-darake" (世の中うそだらけ)                                        | 19 tháng 7 năm 2025 |
| Làm lại từ tập 110 | |                     |
| 1468               | "Sống kiểu ma quỷ thật là khó bỏ" "Yūrei kurashi wa yame rarenai" (ユーレイ暮らしはやめられない)               | 26 tháng 7 năm 2025 |
| Làm lại từ tập 498 | |                     |
| 1469               | "Nhất định sẽ là người cha tuyệt vời!" "Rippanapapaninaruzo!" (りっぱなパパになるぞ!)                          | 2 tháng 8 năm 2025  |
| Làm lại từ tập 89  | |                     |
| 1470               | "Doraemon biến thành ve sầu" "Doraemon, semi ni naru" (ドラえもん、セミになる)                                 | 9 tháng 8 năm 2025  |
| 1471               | "Vé trải nghiệm thót tim" "Suriruchiketto" (スリルチケット)                                                    | 16 tháng 8 năm 2025 |
| 1472               | "Yoru no sekai no ōsamada!" (夜の世界の王さまだ!)                                                              | 23 tháng 8 năm 2025 |

Đây là một danh sách chưa hoàn chỉnh. Bạn có thể giúp Wikipedia .